# Little Fish, Strange Pond
Little Fish, Strange Pond è un film commedia indipendente del 2009 diretto da Gregory Dark.